# ナイジェリアの大統領

国軍最高司令官としての旗。

ナイジェリアの大統領（ナイジェリアのだいとうりょう、英語: President of the Federal Republic of Nigeria）は、ナイジェリアの元首および政府の長たる大統領である。

## 沿革
1963年、ナイジェリアがイギリス連邦所属の連邦共和国となった際、イギリスから引き継いでいた議院内閣制を有していた。当初、元総督のンナムディ・アジキウェが象徴的なポストとして大統領に就任し、アブバカル・タファワ・バレワが首相の座についた。
しかし、1966年にナイジェリア軍が力を再度強め、軍事独裁政権を打ち立てた。文民による大統領は1979年まで誕生しなかった。
1977年、アメリカ合衆国憲法を模した新憲法が制定され、大統領は行政職となったが、1983年に再び軍政に戻った。その後、1993年に選挙が行われ、実業家モシュード・アビオラが勝利したが、イブラヒム・ババンギダ将軍がこの結果を破棄した。民政は1999年まで完全に回復されたというものではなかった。

## 被選挙権
大統領となる資格のある者は、ナイジェリア生まれの市民で40歳以上の男女である。また政党に所属し、その政党からの推薦が必要となる。再選は2期4年までに制限されている。

## 就任宣誓
ナイジェリアの憲法では、大統領就任の宣誓について明記している。宣誓は、最高裁判所長官あるいは任命されたものによって執り行われる。

## 大統領の一覧
| 代 | 大統領                                                                | 大統領 | 所属政党                                   | 期                           | 在任期間                       | 在任期間    | 備考                                                          |
| -- | --------------------------------------------------------------------- | ------ | ------------------------------------------ | ---------------------------- | ------------------------------ | ----------- | ------------------------------------------------------------- |
| 01 | ベンジャミン・ンナムディ・アジキウェ Benjamin Nnamdi Azikiwe          |        | ナイジェリア・ カメルーン国民会議 （NCNC） | 1                            | 1963年10月1日 - 1966年1月16日  | 2年 + 107日 | クーデターにより辞任                                          |
| 02 | ジョンソン・アグイイ＝イロンシ Johnson Thomas Umunnakwe Aguiyi-Ironsi |        | 無所属（軍人）                             | 2                            | 1966年1月16日 - 1966年7月29日  | 194日       | 元首（最高軍事評議会議長） カウンター・クーデターで殺害される |
| 03 | ヤクブ・ゴウォン Yakubu "Jack" Dan-Yumma Gowon                        |        | 無所属（軍人）                             | 3                            | 1966年8月1日 - 1975年7月29日   | 8年 + 362日 | 元首（最高軍事評議会議長） クーデターにより辞任               |
| 04 | ムルタラ・ムハンマド Murtala Ramat Mohammed                           |        | 無所属（軍人）                             | 4                            | 1975年7月29日 - 1976年2月13日  | 199日       | 元首（最高軍事評議会議長） クーデターで殺害される             |
| 05 | オルシェグン・オバサンジョ Oluṣẹgun Mathew Okikiọla Arẹmu Ọbasanjọ    |        | 無所属（軍人）                             | 5                            | 1976年2月13日 - 1979年10月1日  | 3年 + 230日 | 元首（最高軍事評議会議長）                                    |
| 06 | シェフ・シャガリ Shehu Usman Aliyu Shagari                            |        | ナイジェリア国民党 （NPN）                 | 6                            | 1979年10月1日 - 1983年         | 4年 + 91日  |                                                               |
| 06 | シェフ・シャガリ Shehu Usman Aliyu Shagari                            | 7      | ナイジェリア国民党 （NPN）                 | 1983年 - 1983年12月31日      | クーデターにより辞任           | 4年 + 91日  |                                                               |
| 07 | ムハンマド・ブハリ Muhammadu Buhari                                   |        | 無所属（軍人）                             | 8                            | 1983年12月21日 - 1985年8月27日 | 1年 + 249日 | 元首（最高軍事評議会議長） クーデターにより辞任               |
| 08 | イブラヒム・ババンギダ Ibrahim Badamasi Babangida                     |        | 無所属（軍人）                             | 9                            | 1985年8月27日 - 1993年8月26日  | 7年 + 364日 | 元首（軍事統治評議会議長）                                    |
| 09 | アーネスト・ショネカン Ernest Adegunle Oladeinde Shonekan             |        | 無所属                                     | 10                           | 1993年8月26日 - 1993年11月17日 | 83日        | クーデターにより辞任                                          |
| 10 | サニ・アバチャ Sani Abacha                                            |        | 無所属（軍人）                             | 11                           | 1993年11月17日 - 1997年6月8日  | 3年 + 203日 | 元首（暫定統治評議会議長） 在任中に死去                       |
| 11 | アブドゥルサラミ・アブバカール Abdulsalami Alhaji Abubakar            |        | 無所属（軍人）                             | 12                           | 1997年6月8日 - 1999年5月29日   | 1年 + 355日 | 元首（暫定統治評議会議長）                                    |
| 12 | オルシェグン・オバサンジョ Oluṣẹgun Mathew Okikiọla Arẹmu Ọbasanjọ    |        | 国民民主党 （PDP）                         | 13                           | 1999年5月29日 - 2003年         | 8年 + 0日   |                                                               |
| 12 | オルシェグン・オバサンジョ Oluṣẹgun Mathew Okikiọla Arẹmu Ọbasanjọ    | 14     | 国民民主党 （PDP）                         | 2003年 - 2007年5月29日       |                                | 8年 + 0日   |                                                               |
| 13 | ウマル・ヤラドゥア Umaru Musa Yar'Adua                                |        | 国民民主党 （PDP）                         | 15                           | 2007年5月29日 - 2010年5月5日   | 2年 + 341日 | 在任中に死去                                                  |
| 0- | グッドラック・ジョナサン Goodluck Ebele Jonathan                      |        | 国民民主党 （PDP）                         | 15                           | 2010年2月9日 - 2010年5月5日    | 85日        | 大統領代行（副大統領）                                        |
| 14 | グッドラック・ジョナサン Goodluck Ebele Jonathan                      | 16     | 国民民主党 （PDP）                         | 2010年5月5日 - 2015年5月29日 | 5年 + 24日                     |             |                                                               |
| 15 | ムハンマド・ブハリ Muhammadu Buhari                                   |        | 進歩変革会議 （APC）                       | 17                           | 2015年5月29日 - 2023年5月29日  | 7年 + 0日   |                                                               |
| 16 | ボラ・ティヌブ Bola Ahmed Adekunle Tinubu                             |        | 進歩変革会議 （APC）                       | 18                           | 2023年5月29日 - （現職）       | 3年 + 58日  |                                                               |